# You on My Mind
You on My Mind is een nummer van de Britse band Swing Out Sister uit 1989. Het verscheen als nieuw nummer op hun verzamelalbum Level Best.
Het nummer kent een vrolijk geluid, maar een droevige tekst. De ik-figuur zingt dat haar relatie jaren geleden op de klippen is gelopen, maar ze daar nog steeds niet overheen is en nog altijd terugverlangt naar haar ex. "You on My Mind" werd een bescheiden hit in een aantal Europese landen, met een 28e positie in het Verenigd Koninkrijk. In de Nederlandse Top 40 kwam het tot de 18e positie, en in de Vlaamse Radio 2 Top 30 tot de 26e.